# چوواشستان
چوواشستان (چوواشی: Чӑваш Республики، روسی: Чува́шская Респу́блика) یکی از جمهوری‌های خودمختار روسیه است که رسماً در سال ۱۹۲۰ تأسیس شد و پایتخت آن شهر چاباق‌سر است. اغلب جمعیت آن از نژاد ترک‌تباران چوواش هستند که به زبان چوواشی سخن می‌کنند.
بر اساس سرشماری سال 2021، قوم چوواش 63.7 درصد از جمعیت جمهوری را تشکیل می دهد. گروه‌های دیگر عبارتند از روس‌ها (30.7%)، تاتارها (2.7%)، موردوین‌ها (0.7%) و گروه‌های کوچک‌تری که هر کدام کمتر از 0.5 درصد از کل جمعیت را تشکیل می‌دهند.

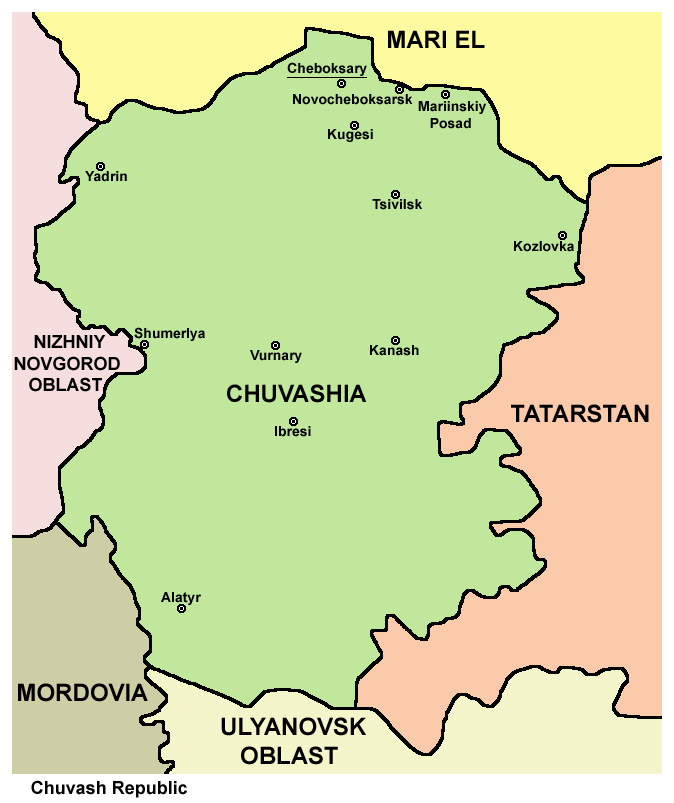